# Claudia Presăcan
Claudia Maria Presăcan (* 28. Dezember 1979 in Sibiu, Kreis Sibiu) ist eine ehemalige rumänische Kunstturnerin, Ruderin und Model.

## Leben
Claudia Presăcan begann im Alter von 4½ Jahren mit dem Turnen. 1993 wechselte sie ins zentrale Trainingszentrum nach Bukarest, begann im selben Jahr mit der Teilnahme an internationalen Wettbewerben und startete zwischen 1994 und 2000 im Seniorenbereich. Bei der Junioren-Europameisterschaft 1994 gewann sie im Bodenturnen ihre erste Goldmedaille. Ihren internationalen Durchbruch hatte die Rumänin bei der Weltmeisterschaft 1994 in Dortmund, wo sie mit der Mannschaft die Goldmedaille gewann. Dasselbe Ergebnis erreichte Presăcan ein Jahr später in Sabae und 1997 in Lausanne. Die Olympischen Sommerspiele 1996 in Atlanta verpasste sie wegen einer gebrochenen Hand. 1998 gewann sie bei der Europameisterschaft in St. Petersburg wiederum die Goldmedaille mit der Mannschaft und ihre einzigen Einzelmedaillen, Bronze im Mehrkampf und am Stufenbarren. 1999 fiel sie für die Weltmeisterschaft erneut wegen einer Verletzung aus. Die letzte große Veranstaltung, an der Presăcan teilnahm, waren die Olympischen Sommerspiele 2000 in Sydney. Hier gewann sie die Goldmedaille mit der rumänischen Mannschaft. Nach den Wettkämpfen wurde bekannt, dass der rumänische Mannschaftsarzt Presăcan trotz eines sehr geringen Hämoglobinspiegels von 6.3  starten ließ. Nach den Spielen trat sie als Kunstturnerin zurück und war kurzzeitig als Steuerfrau beim Rudern aktiv. in diesem Sport war ihr größter Erfolg die Teilnahme an der Universiade 2001.
Internationales Aufsehen erregte Claudia Presăcan 2002, als sie mit ihren früheren Teamkolleginnen Corina Ungureanu und Lavinia Miloșovici für ein japanisches Magazin nackt posierte. Kurz darauf wurden auch DVDs produziert, wo die drei Sportlerinnen gezeigt wurden, wie sie mit freiem Oberkörper Turnübungen durchführten, sowie weitere Bildserien für das japanische Magazin „Shukan Gendai“. Da die drei dabei mehrfach in den offiziellen Nationaltrikots Rumäniens auftraten, wurden alle drei bis 2007 vom rumänischen Verband als Trainerinnen und Preisrichterinnen gesperrt. Der japanische Juniorenturnverband weigerte sich danach, rumänische Turnerinnen für einen internationalen Wettkampf in Japan zuzulassen. Heute lebt Presăcan als Trainerin auf der Isle of Man.